# Paradisio (band)
Paradisio was een Belgische eurodance-band.
Het verhaal van Paradisio start wanneer Patrick Samoy en Luc Rigaux, ook wel gekend als "The Unity Mixers", onder de indruk zijn van het zangtalent van de Spaanse Maria Isabel Garcia Asensio.
Paradisio's eerste single Un Clima ideal verscheen in 1994 en werd een hit in België. In 1996 kwam tweede single Bailando. Deze behaalde een wereldwijde oplage van 1 miljoen exemplaren in minder dan een jaar. Ondertussen zijn er meer dan 5 miljoen singles van de hit Bailando verkocht.
De derde hit Vamos a la discoteca kwam uit in 1997 en verkocht 700.000 singles.

## Singles
- Un Clima Ideal (1994)
- Bailando (1996)
- Bandolero (sept 1996)
- Vamos a La Discoteca (juni 1997)
- Dime Como (okt 1997)
- Paseo (juni 1998)
- Samba Del Diablo (14 juni 1999)
- La Propaganda (2000)
- Vamos A La Discoteca 2001 (feat. Alexandra) (nov 2001)
- Luz De La Luna(2003)
- Bailando (2009)
- Vamos A La Playa (2016)

## Albums
- Paradisio (1997)
- Discoteca (remix-album) (1999)